# Ligue des champions de hockey sur glace 2014-2015
Navigation
Ligue des champions 2009-2010 Ligue des champions 2015-2016
La Ligue des champions de hockey sur glace 2014-2015 est la première édition de la Ligue des champions, un tournoi européen de hockey sur glace. Elle est organisée par l'European Ice Hockey Club Competition Ltd. (EICC), une société comptant pour actionnaires 26 clubs, 6 ligues et la Fédération internationale de hockey sur glace. Elle est créée à la suite de l'European Trophy 2013-2014. La fédération internationale de hockey avait organisé une compétition du même nom sous un format différent en 2008-2009. L'épreuve est remportée par le club suédois du Luleå HF.

## Clubs participants
44 clubs de onze pays différents participent pour cette première édition.
Les clubs ont été sélectionnés sur les critères suivants :
- Licence A : les 26 clubs fondateurs possèdent la licence A.
- Licence B : les deux équipes, le vainqueur des séries éliminatoires et le vainqueur de la saison régulière 2013-2014, des ligues fondatrices (EBEL, Extraliga tchèque, Liiga, DEL, SHL, NLA) participent également. Si ces équipes ont déjà obtenu la licence A, d'autres équipes de leur ligue récupèrent la licence B. L'ordre d'attribution des licences B est alors le suivant :
  - champion national
  - vainqueur de la saison régulière
  - deuxième de la saison régulière
  - finaliste des séries éliminatoires
  - meilleur classé d'un perdant en demi-finale des séries éliminatoires.
  - moins bon classé d'un perdant en demi-finale des séries éliminatoires.
- Licence C : il s'agit de 6 wild cards attribuées aux champions de Slovaquie, de Norvège, du Royaume-Uni, de France, du Danemark ainsi qu'au vainqueur de la saison régulière de Norvège. Le champion de l'Elite Ice Hockey League, les Belfast Giants cèdent leurs place aux Nottingham Panthers ne disposant pas d'une patinoire disponible.

| Équipe                     | Ville        | Ligue                   | Qualification                           | Licence |
| -------------------------- | ------------ | ----------------------- | --------------------------------------- | ------- |
| Red Bull Salzbourg         | Salzbourg    | EBEL                    | club fondateur                          | A       |
| Vienna Capitals            | Vienne       | EBEL                    | club fondateur                          | A       |
| Bílí Tygři Liberec         | Liberec      | Extraliga tchèque       | club fondateur                          | A       |
| Pardubice                  | Pardubice    | Extraliga tchèque       | club fondateur                          | A       |
| Sparta Praha               | Prague       | Extraliga tchèque       | club fondateur                          | A       |
| Vítkovice Steel            | Vítkovice    | Extraliga tchèque       | club fondateur                          | A       |
| HIFK                       | Helsinki     | Liiga                   | club fondateur                          | A       |
| JYP                        | Jyväskylä    | Liiga                   | club fondateur                          | A       |
| KalPa                      | Kuopio       | Liiga                   | club fondateur                          | A       |
| Kärpät                     | Oulu         | Liiga                   | club fondateur                          | A       |
| Tappara                    | Tampere      | Liiga                   | club fondateur                          | A       |
| TPS Turku                  | Turku        | Liiga                   | club fondateur                          | A       |
| Adler Mannheim             | Mannheim     | Deutsche Eishockey Liga | club fondateur                          | A       |
| Eisbären Berlin            | Berlin       | Deutsche Eishockey Liga | club fondateur                          | A       |
| ERC Ingolstadt             | Ingolstadt   | Deutsche Eishockey Liga | club fondateur                          | A       |
| Krefeld Pinguine           | Krefeld      | Deutsche Eishockey Liga | club fondateur                          | A       |
| CP Berne                   | Berne        | National League A       | club fondateur                          | A       |
| HC Fribourg-Gottéron       | Fribourg     | National League A       | club fondateur                          | A       |
| ZSC Lions                  | Zurich       | National League A       | club fondateur                          | A       |
| EV Zoug                    | Zoug         | National League A       | club fondateur                          | A       |
| Frölunda                   | Göteborg     | Swedish Hockey League   | club fondateur                          | A       |
| Färjestad                  | Karlstad     | Swedish Hockey League   | club fondateur                          | A       |
| HV71                       | Jönköping    | Swedish Hockey League   | club fondateur                          | A       |
| Linköping                  | Linköping    | Swedish Hockey League   | club fondateur                          | A       |
| Luleå                      | Luleå        | Swedish Hockey League   | club fondateur                          | A       |
| Djurgården                 | Stockholm    | Swedish Hockey League   | club fondateur                          | A       |
| Skellefteå AIK             | Skellefteå   | Swedish Hockey League   | Vainqueur des séries éliminatoires      | B       |
| HC Bolzano                 | Bolzano      | EBEL                    | Vainqueur des séries éliminatoires      | B       |
| Hambourg Freezers          | Hambourg     | Deutsche Eishockey Liga | Vainqueur de la saison régulière        | B       |
| Oceláři Třinec             | Třinec       | Extraliga tchèque       | Deuxième de la saison régulière         | B       |
| Kloten Flyers              | Kloten       | National League A       | Finaliste des séries éliminatoires      | B       |
| Genève-Servette            | Genève       | National League A       | Demi-finaliste des séries éliminatoires | B       |
| Växjö Lakers               | Växjö        | Swedish Hockey League   | Demi-finaliste des séries éliminatoires | B       |
| EC VSV                     | Villach      | EBEL                    | Demi-finaliste des séries éliminatoires | B       |
| Lukko                      | Rauma        | Liiga                   | Demi-finaliste des séries éliminatoires | B       |
| SaiPa                      | Lappeenranta | Liiga                   | Demi-finaliste des séries éliminatoires | B       |
| Kölner Haie                | Cologne      | Deutsche Eishockey Liga | finaliste des séries éliminatoires      | B       |
| PSG Zlín                   | Zlín         | Extraliga tchèque       | vainqueur des séries éliminatoires      | B       |
| Stavanger Oilers           | Stavanger    | GET-ligaen              | vainqueur des séries éliminatoires      | C       |
| HC Košice                  | Košice       | Extraliga slovaque      | champion                                | C       |
| SønderjyskE Ishockey       | Vojens       | Metal Ligaen            | champion                                | C       |
| Diables Rouges de Briançon | Briançon     | Ligue Magnus            | champion                                | C       |
| Nottingham Panthers        | Nottingham   | Elite Ice Hockey League | Vainqueur de la Challenge Cup           | C       |
| Vålerenga Ishockey         | Oslo         | GET-ligaen              | Vainqueur de la saison régulière        | C       |

## Tour de qualification
Il se déroule du 21 août au 8 octobre 2014. Les 44 équipes sont réparties en 11 groupes de 4 équipes. Chaque équipe joue deux matchs, un aller et un retour, contre chaque équipe de son groupe, pour un total de six matchs par équipe. Les onze groupes sont dévoilés le 21 mai 2014 à Minsk en Biélorussie. Seize équipes sont qualifiées pour les séries éliminatoires soit les onze vainqueurs des groupes et les cinq meilleurs deuxièmes.

### Tirage au sort
Les onze groupes sont déterminés par un tirage au sort qui se déroule le 21 mai 2014 à Minsk. Les 44 équipes ont été classées en quatre chapeaux de onze équipes. À l'issue du tirage au sort, chaque groupe est formé par une équipe de chaque groupe. Les critères utilisés pour ranger les équipes sont les suivants :
- Champions des six ligues fondatrices.
- Vainqueurs des saisons régulières des six ligues fondatrices.
- Les équipes restantes des licences A et B en fonction de leur classement obtenu dans leur ligue.
- Les équipes invitées, en fonction de leur classement obtenu dans leur ligue.

Quand les équipes terminent à la même place dans leur ligues respectives, elles sont classées en fonction du classement des ligues établi par l'IIHF.
| Chapeau 1 | Chapeau 2 | Chapeau 3 | Chapeau 4 |
| --- | --- | --- | --- |
| Skellefteå AIK Kärpät PSG Zlín ZSC Lions ERC Ingolstadt HC Bolzano Sparta Praha Hambourg Freezers EC Red Bull Salzbourg Frölunda Tappara | Oceláři Třinec HC Fribourg-Gottéron Krefeld Pinguine Färjestad Kloten Flyers Kölner Haie Växjö Lakers Lukko EC VSV Linköping SaiPa | Genève-Servette Vienna Capitals Adler Mannheim JYP Jyväskylä Luleå Pardubice Vítkovice Steel Eisbären Berlin HIFK Bílí Tygři Liberec CP Berne | HV71 EV Zoug TPS KalPa Djurgården Stavanger Oilers HC Košice Diables Rouges de Briançon SønderjyskE Vålerenga Nottingham Panthers |

### Classements
| Clt   | Équipe                | PJ | V | VP | D | DP | BP | BC | Diff | Pts |
| ----- | --------------------- | -- | - | -- | - | -- | -- | -- | ---- | --- |
| +001, | Kärpät Oulu           | 6  | 3 | 2  | 1 | 0  | 17 | 12 | +5   | 13  |
| +002, | HC Bílí Tygři Liberec | 6  | 3 | 0  | 3 | 0  | 16 | 15 | +1   | 9   |
| +003, | HC Košice             | 6  | 2 | 0  | 3 | 1  | 14 | 16 | -2   | 7   |
| +004, | Kölner Haie           | 6  | 2 | 0  | 3 | 1  | 12 | 16 | -4   | 7   |

- Qualifié pour les séries éliminatoires

| Clt   | Équipe             | PJ | V | VP | D | DP | BP | BC | Diff | Pts |
| ----- | ------------------ | -- | - | -- | - | -- | -- | -- | ---- | --- |
| +001, | Vienna Capitals    | 6  | 4 | 1  | 0 | 1  | 16 | 9  | +7   | 15  |
| +002, | Färjestads BK      | 6  | 1 | 3  | 1 | 1  | 15 | 13 | +2   | 10  |
| +003, | ZSC Lions          | 6  | 2 | 1  | 1 | 2  | 17 | 16 | +1   | 10  |
| +004, | Vålerenga ishockey | 6  | 0 | 0  | 5 | 1  | 7  | 17 | -10  | 1   |

- Qualifié pour les séries éliminatoires

| Clt   | Équipe                     | PJ | V | VP | D | DP | BP | BC | Diff | Pts |
| ----- | -------------------------- | -- | - | -- | - | -- | -- | -- | ---- | --- |
| +001, | Frölunda HC                | 6  | 5 | 0  | 1 | 0  | 35 | 13 | +22  | 15  |
| +002, | Genève-Servette            | 6  | 5 | 0  | 1 | 0  | 28 | 15 | +13  | 15  |
| +003, | EC VSV                     | 6  | 2 | 0  | 4 | 0  | 11 | 23 | -12  | 6   |
| +004, | Diables rouges de Briançon | 6  | 0 | 0  | 6 | 0  | 8  | 31 | -22  | 0   |

- Qualifié pour les séries éliminatoires

| Clt   | Équipe                        | PJ | V | VP | D | DP | BP | BC | Diff | Pts |
| ----- | ----------------------------- | -- | - | -- | - | -- | -- | -- | ---- | --- |
| +001, | Hockey Club Fribourg-Gottéron | 6  | 3 | 2  | 0 | 1  | 21 | 13 | +8   | 14  |
| +002, | PSG Zlín                      | 6  | 2 | 1  | 1 | 2  | 15 | 20 | -5   | 10  |
| +003, | Djurgårdens Hockey            | 6  | 2 | 1  | 2 | 1  | 21 | 16 | +5   | 9   |
| +004, | Eisbären Berlin               | 6  | 0 | 1  | 4 | 1  | 14 | 22 | -8   | 3   |

- Qualifié pour les séries éliminatoires

| Clt   | Équipe                      | PJ | V | VP | D | DP | BP | BC | Diff | Pts |
| ----- | --------------------------- | -- | - | -- | - | -- | -- | -- | ---- | --- |
| +001, | Tappara                     | 6  | 3 | 0  | 1 | 2  | 21 | 16 | +5   | 11  |
| +002, | Stavanger ishockeyklubb     | 6  | 3 | 1  | 2 | 0  | 19 | 17 | -2   | 11  |
| +003, | HC Oceláři Třinec           | 6  | 3 | 0  | 3 | 0  | 20 | 14 | +6   | 9   |
| +004, | Club des patineurs de Berne | 6  | 1 | 1  | 4 | 0  | 11 | 24 | -13  | 5   |

- Qualifié pour les séries éliminatoires

| Clt   | Équipe              | PJ | V | VP | D | DP | BP | BC | Diff | Pts |
| ----- | ------------------- | -- | - | -- | - | -- | -- | -- | ---- | --- |
| +001, | Linköpings HC       | 6  | 4 | 1  | 1 | 0  | 20 | 10 | +10  | 14  |
| +002, | TPS                 | 6  | 3 | 1  | 1 | 1  | 21 | 12 | +9   | 12  |
| +003, | Hockey Club Bolzano | 6  | 3 | 0  | 3 | 0  | 12 | 22 | -10  | 9   |
| +004, | HC Pardubice        | 6  | 0 | 0  | 5 | 1  | 11 | 20 | -9   | 1   |

- Qualifié pour les séries éliminatoires

| Clt   | Équipe           | PJ | V | VP | D | DP | BP | BC | Diff | Pts |
| ----- | ---------------- | -- | - | -- | - | -- | -- | -- | ---- | --- |
| +001, | HC Sparta Prague | 6  | 3 | 1  | 1 | 1  | 25 | 19 | +6   | 12  |
| +002, | Växjö Lakers HC  | 6  | 4 | 0  | 2 | 0  | 19 | 14 | +5   | 12  |
| +003, | Adler Mannheim   | 6  | 2 | 0  | 3 | 1  | 11 | 15 | -4   | 7   |
| +004, | KalPa            | 6  | 1 | 1  | 4 | 0  | 11 | 18 | -7   | 5   |

- Qualifié pour les séries éliminatoires

| Clt   | Équipe             | PJ | V | VP | D | DP | BP | BC | Diff | Pts |
| ----- | ------------------ | -- | - | -- | - | -- | -- | -- | ---- | --- |
| +001, | SaiPa Lappeenranta | 6  | 4 | 1  | 1 | 0  | 18 | 11 | +7   | 14  |
| +002, | EV Zoug            | 6  | 3 | 0  | 2 | 1  | 14 | 14 | 0    | 10  |
| +003, | HC Vítkovice       | 6  | 1 | 1  | 3 | 1  | 18 | 20 | -2   | 6   |
| +004, | ERC Ingolstadt     | 6  | 1 | 1  | 3 | 1  | 16 | 21 | -5   | 6   |

- Qualifié pour les séries éliminatoires

| Clt   | Équipe                | PJ | V | VP | D | DP | BP | BC | Diff | Pts |
| ----- | --------------------- | -- | - | -- | - | -- | -- | -- | ---- | --- |
| +001, | EC Red Bull Salzbourg | 6  | 5 | 0  | 1 | 0  | 23 | 8  | +15  | 15  |
| +002, | JYP Jyväskylä         | 6  | 3 | 2  | 1 | 0  | 15 | 11 | +4   | 13  |
| +003, | HV71                  | 6  | 2 | 0  | 3 | 1  | 15 | 17 | -2   | 7   |
| +004, | Kloten Flyers         | 6  | 0 | 0  | 5 | 1  | 5  | 22 | -17  | 1   |

- Qualifié pour les séries éliminatoires

| Clt   | Équipe               | PJ | V | VP | D | DP | BP | BC | Diff | Pts |
| ----- | -------------------- | -- | - | -- | - | -- | -- | -- | ---- | --- |
| +001, | Skellefteå AIK       | 6  | 5 | 0  | 1 | 0  | 20 | 8  | +12  | 15  |
| +002, | HIFK                 | 6  | 4 | 1  | 1 | 0  | 31 | 15 | +16  | 14  |
| +003, | SønderjyskE Ishockey | 6  | 1 | 0  | 4 | 1  | 15 | 31 | -16  | 4   |
| +004, | Krefeld Pinguine     | 6  | 1 | 0  | 5 | 0  | 13 | 25 | -12  | 3   |

- Qualifié pour les séries éliminatoires

| Clt   | Équipe              | PJ | V | VP | D | DP | BP | BC | Diff | Pts |
| ----- | ------------------- | -- | - | -- | - | -- | -- | -- | ---- | --- |
| +001, | Lukko Rauma         | 6  | 5 | 0  | 1 | 0  | 21 | 7  | +14  | 15  |
| +002, | Luleå HF            | 6  | 5 | 0  | 1 | 0  | 32 | 6  | +26  | 15  |
| +003, | Hambourg Freezers   | 6  | 1 | 0  | 5 | 0  | 8  | 21 | -13  | 3   |
| +004, | Nottingham Panthers | 6  | 1 | 0  | 5 | 0  | 9  | 36 | -27  | 3   |

- Qualifié pour les séries éliminatoires

## Séries éliminatoires
Les onze vainqueurs des groupes et les cinq meilleurs deuxièmes participent aux séries éliminatoires. Elles se déroulent du 4 novembre au 3 février 2015. Le tirage au sort du tableau final a lieu le vendredi 10 octobre 2014 au MTV Studios à Helsinki en Finlande.
Les huit meilleurs premiers des groupes du premier tour sont dans le chapeau A. Les trois premiers avec le moins bon total de points et les cinq meilleurs deuxièmes sont dans le chapeau B. Les équipes du chapeau A affronteront celles du chapeau B, celle du chapeau A recevant lors du match retour. Deux équipes qualifiées dans un même groupe ne peuvent pas s'affronter lors des huitièmes de finale.

### Équipes qualifiées
Chapeau A
- Autriche :
  - EC Red Bull Salzbourg (Vainqueur groupe I)
  - Vienna Capitals (Vainqueur groupe B)
- Finlande :
  - Lukko (Vainqueur groupe K)
  - SaiPa (Vainqueur groupe H)
- Suède :
  - Frölunda HC (Vainqueur groupe C)
  - Skellefteå AIK (Vainqueur groupe J)
  - Linköpings HC (Vainqueur groupe F)
- Suisse :
  - HC Fribourg-Gottéron (Vainqueur groupe D)

Chapeau B
- Finlande :
  - Oulun Kärpät (Vainqueur groupe A)
  - Tappara (Vainqueur groupe E)
  - IFK Helsinki (Dauphin groupe J)
  - JYP Jyväskylä (Dauphin groupe I)
  - TPS Turku (Dauphin groupe F)
- République tchèque :
  - HC Sparta Praha (Vainqueur groupe G)
- Suède :
  - Luleå HF (Dauphin groupe K)
- Suisse :
  - Genève-Servette HC (Dauphin groupe C)

### Tableau
|  | Huitièmes de finale   | Huitièmes de finale |                |         | Quarts de finale | Quarts de finale |  |  | Demi-finales | Demi-finales |  |  | Finale | Finale |
|  | Huitièmes de finale   | Huitièmes de finale |                |         | Quarts de finale | Quarts de finale |  |  | Demi-finales | Demi-finales |  |  | Finale | Finale |
|  |                       |                     |                |         |                  |                  |  |  |              |              |  |  |        |        |
|  |                       |                     |                |         |                  |                  |  |  |              |              |  |  |        |        |
|  |                       |                     |                |         |                  |                  |  |  |              |              |  |  |        |        |
|  | Skellefteå AIK        | 8 (4+4)             |                |         |                  |                  |  |  |              |              |  |  |        |        |
|  | Skellefteå AIK        | 8 (4+4)             |                |         |                  |                  |  |  |              |              |  |  |        |        |
|  | JYP Jyväskylä         | 7 (5+2)             |                |         |                  |                  |  |  |              |              |  |  |        |        |
|  | JYP Jyväskylä         | 7 (5+2)             | Skellefteå AIK | 6 (2+4) |                  |                  |  |  |              |              |  |  |        |        |
|  |                       |                     | Skellefteå AIK | 6 (2+4) |                  |                  |  |  |              |              |  |  |        |        |
|  |                       | Linköpings HC       | 5 (1+4)        |         |                  |                  |  |  |              |              |  |  |        |        |
|  | Linköpings HC         | Linköpings HC       | 5 (1+4)        | 4 (2+2) |                  |                  |  |  |              |              |  |  |        |        |
|  | Linköpings HC         |                     |                | 4 (2+2) |                  |                  |  |  |              |              |  |  |        |        |
|  | HC Sparta Prague      | 3 (1+2)             |                |         |                  |                  |  |  |              |              |  |  |        |        |
|  | HC Sparta Prague      | 3 (1+2)             | Skellefteå AIK | 4 (2+2) |                  |                  |  |  |              |              |  |  |        |        |
|  |                       |                     | Skellefteå AIK | 4 (2+2) |                  |                  |  |  |              |              |  |  |        |        |
|  |                       | Luleå HF            | 5 (2+3)        |         |                  |                  |  |  |              |              |  |  |        |        |
|  | Lukko Rauma           | Luleå HF            | 5 (2+3)        | 8 (5+3) |                  |                  |  |  |              |              |  |  |        |        |
|  | Lukko Rauma           |                     |                | 8 (5+3) |                  |                  |  |  |              |              |  |  |        |        |
|  | TPS Turku             | 5 (1+4)             |                |         |                  |                  |  |  |              |              |  |  |        |        |
|  | TPS Turku             | 5 (1+4)             | Lukko Rauma    | 3 (2+1) |                  |                  |  |  |              |              |  |  |        |        |
|  |                       |                     | Lukko Rauma    | 3 (2+1) |                  |                  |  |  |              |              |  |  |        |        |
|  |                       | Luleå HF            | 7 (5+2)        |         |                  |                  |  |  |              |              |  |  |        |        |
|  | EC Red Bull Salzbourg | Luleå HF            | 7 (5+2)        | 9 (4+5) |                  |                  |  |  |              |              |  |  |        |        |
|  | EC Red Bull Salzbourg |                     |                | 9 (4+5) |                  |                  |  |  |              |              |  |  |        |        |
|  | Luleå HF              | 10 (2+8)            |                |         |                  |                  |  |  |              |              |  |  |        |        |
|  | Luleå HF              | 10 (2+8)            | Luleå HF       | 4       |                  |                  |  |  |              |              |  |  |        |        |
|  |                       |                     | Luleå HF       | 4       |                  |                  |  |  |              |              |  |  |        |        |
|  |                       | Frölunda HC         | 2              |         |                  |                  |  |  |              |              |  |  |        |        |
|  | SaiPa                 | Frölunda HC         | 2              | 5 (0+5) |                  |                  |  |  |              |              |  |  |        |        |
|  | SaiPa                 |                     |                | 5 (0+5) |                  |                  |  |  |              |              |  |  |        |        |
|  | Genève-Servette HC    | 4 (2+2)             |                |         |                  |                  |  |  |              |              |  |  |        |        |
|  | Genève-Servette HC    | 4 (2+2)             | SaiPa          | 2 (0+2) |                  |                  |  |  |              |              |  |  |        |        |
|  |                       |                     | SaiPa          | 2 (0+2) |                  |                  |  |  |              |              |  |  |        |        |
|  |                       | Oulun Kärpät        | 5 (2+3)        |         |                  |                  |  |  |              |              |  |  |        |        |
|  | Vienna Capitals       | Oulun Kärpät        | 5 (2+3)        | 3 (1+2) |                  |                  |  |  |              |              |  |  |        |        |
|  | Vienna Capitals       |                     |                | 3 (1+2) |                  |                  |  |  |              |              |  |  |        |        |
|  | Oulun Kärpät          | 6 (3+3)             |                |         |                  |                  |  |  |              |              |  |  |        |        |
|  | Oulun Kärpät          | 6 (3+3)             | Oulun Kärpät   | 5 (2+3) |                  |                  |  |  |              |              |  |  |        |        |
|  |                       |                     | Oulun Kärpät   | 5 (2+3) |                  |                  |  |  |              |              |  |  |        |        |
|  |                       | Frölunda HC         | 6 (4+2)        |         |                  |                  |  |  |              |              |  |  |        |        |
|  | Frölunda HC           | Frölunda HC         | 6 (4+2)        | 9 (5+4) |                  |                  |  |  |              |              |  |  |        |        |
|  | Frölunda HC           |                     |                | 9 (5+4) |                  |                  |  |  |              |              |  |  |        |        |
|  | Tappara Tampere       | 3 (1+2)             |                |         |                  |                  |  |  |              |              |  |  |        |        |
|  | Tappara Tampere       | 3 (1+2)             | Frölunda HC    | 6 (1+5) |                  |                  |  |  |              |              |  |  |        |        |
|  |                       |                     | Frölunda HC    | 6 (1+5) |                  |                  |  |  |              |              |  |  |        |        |
|  |                       | IFK Helsinki        | 5 (2+3)        |         |                  |                  |  |  |              |              |  |  |        |        |
|  | HC Fribourg-Gottéron  | IFK Helsinki        | 5 (2+3)        | 3 (2+1) |                  |                  |  |  |              |              |  |  |        |        |
|  | HC Fribourg-Gottéron  |                     |                | 3 (2+1) |                  |                  |  |  |              |              |  |  |        |        |
|  | IFK Helsinki          | 5 (2+3)             |                |         |                  |                  |  |  |              |              |  |  |        |        |
|  | IFK Helsinki          | 5 (2+3)             |                |         |                  |                  |  |  |              |              |  |  |        |        |

### Huitièmes de finale
Les huitièmes de finale ont lieu le 4 novembre pour le match aller et le 11 novembre pour le match retour.
| 4 novembre 2014 | JYP Jyväskylä | 5-4 (2-1, 3-0, 0-3) | Skellefteå AIK | Synergia-areena, Jyväskylä 1 757 spectateurs |

| Feuille de match | Feuille de match | Feuille de match                    | Feuille de match | Feuille de match                                                    |
| ---------------- | --- | ----------------------------------- | --- | ------------------------------------------------------------------- |
|                  | Hannikainen (Luoma, Tuppurainen) — 8 min 30 s Perrin (Pihlman, Hubacek) — 16 min 33 s Hannikainen (Boyce, Ikonen) — 22 min 17 s (SN) Ikonen (Miika Lahti) — 26 min 3 s Nenonen (Lahti, Salmio) — 38 min 40 s | 0-1 1-1 2-1 3-1 4-1 5-1 5-2 5-3 5-4 | Holmström (sv) (Forssell, Kabanov) — 6 min 56 s (SN) Kabanov (Zackrisson, Pettersson) — 40 min 58 s Burström — 48 min 15 s Calof (Lindholm, Sundqvist) — 50 min 32 s (SN) | Arbitrage : Stephan Bauer Lars Bruggeman Jani Pesonen Ikka Kiilunen |
| Sami Rajaniemi   | Gardiens | Erik Hanses                         | | Arbitrage : Stephan Bauer Lars Bruggeman Jani Pesonen Ikka Kiilunen |
| 4 min            | Pénalités | 4 min                               | | Arbitrage : Stephan Bauer Lars Bruggeman Jani Pesonen Ikka Kiilunen |
| 22               | Tirs | 27                                  | | Arbitrage : Stephan Bauer Lars Bruggeman Jani Pesonen Ikka Kiilunen |

| 11 novembre 2014 | Skellefteå AIK | 4-2 (TB) (0-1, 1-0, 2-1, 0-0, 1-0) | JYP Jyväskylä | Skellefteå Kraft Arena, Skellefteå 2 518 spectateurs |

| Feuille de match | Feuille de match | Feuille de match        | Feuille de match                                                                  | Feuille de match                                                           |
| ---------------- | --- | ----------------------- | --------------------------------------------------------------------------------- | -------------------------------------------------------------------------- |
|                  | Calof — 30 min 8 s Sundqvist (Calof, Lindholm) — 57 min 20 s Lindholm (Heed, Calof) — 59 min 42 s Lehtonen — 70 min (TB) | 0-1 1-1 1-2 2-2 3-2 4-2 | Hannikainen (Tuppurainen, Lofman) — 9 min 59 s Tuppurainen (Lofman) — 40 min 28 s | Arbitrage : Vladimír Pešina Vladimír Šindler Emil Yletyienen Johannes Käck |
| Markus Svensson  | Gardiens | Tuomas Tarkki           |                                                                                   | Arbitrage : Vladimír Pešina Vladimír Šindler Emil Yletyienen Johannes Käck |
| 6 min            | Pénalités | 16 min                  |                                                                                   | Arbitrage : Vladimír Pešina Vladimír Šindler Emil Yletyienen Johannes Käck |
| 44               | Tirs | 21                      |                                                                                   | Arbitrage : Vladimír Pešina Vladimír Šindler Emil Yletyienen Johannes Käck |

| 4 novembre 2014 | Genève-Servette HC | 2-0 (0-0, 2-0, 0-0) | SaiPa | Patinoire des Vernets, Genève 5 214 spectateurs |

| Feuille de match | Feuille de match                                                 | Feuille de match | Feuille de match | Feuille de match                                                               |
| ---------------- | ---------------------------------------------------------------- | ---------------- | ---------------- | ------------------------------------------------------------------------------ |
|                  | Romy (D'Agostini) — 28 min 15 s Romy (Kast, Simek) — 34 min 37 s | 1-0 2-0          |                  | Arbitrage : Vladimír Baluška Ladislav Smetana Nicholas Fluri Michael Tscherrig |
| Robert Mayer     | Gardiens                                                         | Jussi Markkanen  |                  | Arbitrage : Vladimír Baluška Ladislav Smetana Nicholas Fluri Michael Tscherrig |
| 31 min           | Pénalités                                                        | 4 min            |                  | Arbitrage : Vladimír Baluška Ladislav Smetana Nicholas Fluri Michael Tscherrig |
| 27               | Tirs                                                             | 20               |                  | Arbitrage : Vladimír Baluška Ladislav Smetana Nicholas Fluri Michael Tscherrig |

| 11 novembre 2014 | SaiPa | 5-2 (TB) (2-1, 1-0, 1-1, 0-0, 1-0) | Genève-Servette | Kisapuisto, Lappeenranta 2 830 spectateurs |

| Feuille de match | Feuille de match | Feuille de match            | Feuille de match                             | Feuille de match                                                        |
| ---------------- | --- | --------------------------- | -------------------------------------------- | ----------------------------------------------------------------------- |
|                  | Lofquist (Larsson, McIntyre) — 2 min 24 s (SN) Venalainen (Larsson, Jokinen) — 17 min 31 s Järvinen (Larsson, McIntyre) — 33 min 41 s (SN) Tavi (Larsson) — 51 min 53 s Mankinen — 70 min (TB) | 1-0 1-1 2-1 3-1 4-1 4-2 5-2 | Rivera — 3 min 45 s Rod (Šimek) — 59 min 4 s | Arbitrage : Gordon Shukies Lars Bruggeman Daniel Österholm Jani Pesonen |
| Jussi Markkanen  | Gardiens | Christophe Bays             |                                              | Arbitrage : Gordon Shukies Lars Bruggeman Daniel Österholm Jani Pesonen |
| 8 min            | Pénalités | 12 min                      |                                              | Arbitrage : Gordon Shukies Lars Bruggeman Daniel Österholm Jani Pesonen |
| 41               | Tirs | 23                          |                                              | Arbitrage : Gordon Shukies Lars Bruggeman Daniel Österholm Jani Pesonen |

| 4 novembre 2014 | HC Sparta Prague | 1-2 (0-0, 0-1, 1-1) | Linköpings HC | Tipsport Arena, Prague 2 381 spectateurs |

| Feuille de match | Feuille de match                             | Feuille de match | Feuille de match                                                                         | Feuille de match                                                       |
| ---------------- | -------------------------------------------- | ---------------- | ---------------------------------------------------------------------------------------- | ---------------------------------------------------------------------- |
|                  | Cingel (Bahensky, Svrcek) — 45 min 25 s (SN) | 0-1 0-2 1-2      | Micflikier (Taffe) — 35 min 13 s M. Karlsson ( McDonell, A. Karlsson) — 42 min 49 s (SN) | Arbitrage : Roman Gofman Anssi Salonen Miroslav Lhotský Libor Suchánek |
| Rastislav Staňa  | Gardiens                                     | Marcus Hogberg   |                                                                                          | Arbitrage : Roman Gofman Anssi Salonen Miroslav Lhotský Libor Suchánek |
| 6 min            | Pénalités                                    | 8 min            |                                                                                          | Arbitrage : Roman Gofman Anssi Salonen Miroslav Lhotský Libor Suchánek |
| 29               | Tirs                                         | 18               |                                                                                          | Arbitrage : Roman Gofman Anssi Salonen Miroslav Lhotský Libor Suchánek |

| 11 novembre 2014 | Linköpings HC | 2-2 (0-1, 0-0, 2-1) | HC Sparta Prague | Saab Arena, Linköping 2 437 spectateurs |

| Feuille de match | Feuille de match                                                        | Feuille de match | Feuille de match                                                      | Feuille de match                                                    |
| ---------------- | ----------------------------------------------------------------------- | ---------------- | --------------------------------------------------------------------- | ------------------------------------------------------------------- |
|                  | Junland (Johansson) — 47 min 53 s (SN) Micflikier (Taffe) — 59 min 58 s | 0-1 1-1 1-2 2-2  | Hlinka (Pribyl, Buchtele) — 1 min 27 s Piskacek (Reway) — 51 min 16 s | Arbitrage : Mikko Kaukokari Alexi Rantala Andreas Malmqvist Altberg |
| David Rautio     | Gardiens                                                                | Filip Novotny    |                                                                       | Arbitrage : Mikko Kaukokari Alexi Rantala Andreas Malmqvist Altberg |
| 6 min            | Pénalités                                                               | 35 min           |                                                                       | Arbitrage : Mikko Kaukokari Alexi Rantala Andreas Malmqvist Altberg |
| 32               | Tirs                                                                    | 32               |                                                                       | Arbitrage : Mikko Kaukokari Alexi Rantala Andreas Malmqvist Altberg |

| 4 novembre 2014 | Oulun Kärpät | 3-1 (2-0, 1-0, 0-1) | Vienna Capitals | Oulun Energia Areena, Oulu 4 239 spectateurs |

| Feuille de match | Feuille de match | Feuille de match | Feuille de match                   | Feuille de match                                                  |
| ---------------- | --- | ---------------- | ---------------------------------- | ----------------------------------------------------------------- |
|                  | Masuhr (Donskoi, Kemppainen) — 10 min 14 s Donskoi (Laatikainen) — 19 min 2 s (SN) Glenn (Laatikainen, Huml) — 25 min 15 s | 1-0 2-0 3-0 3-1  | Ferland (Klimbacher) — 47 min 24 s | Arbitrage : Andreas Koch Linus Öhlund Samuli Orava Hannu Sormunen |
| Iiro Tarkki      | Gardiens | Matt Zaba        |                                    | Arbitrage : Andreas Koch Linus Öhlund Samuli Orava Hannu Sormunen |
| 4 min            | Pénalités | 8 min            |                                    | Arbitrage : Andreas Koch Linus Öhlund Samuli Orava Hannu Sormunen |
| 34               | Tirs | 22               |                                    | Arbitrage : Andreas Koch Linus Öhlund Samuli Orava Hannu Sormunen |

| 11 novembre 2014 | Vienna Capitals | 2-3 (0-0, 1-2, 1-1) | Oulun Kärpät | Albert Schultz Eishalle, Vienne 4 700 spectateurs |

| Feuille de match | Feuille de match                                                               | Feuille de match    | Feuille de match | Feuille de match                                                    |
| ---------------- | ------------------------------------------------------------------------------ | ------------------- | --- | ------------------------------------------------------------------- |
|                  | Watkins (Rotter, Nodl) — 32 min 41 s Schlacher (Schiechl, Bauer) — 47 min 24 s | 0-1 1-1 1-2 1-3 2-3 | Keranen (Eminger, Alikoski) — 28 min 46 s Junttila (Glenn, Kemppainen) — 33 min 12 s Huml (Haataja, Manninen) — 41 min 33 s | Arbitrage : Vladimír Baluška Jozef Kubus Martin Smeibidlo Atti Nagy |
| Matt Zaba        | Gardiens                                                                       | Iiro Tarkki         | | Arbitrage : Vladimír Baluška Jozef Kubus Martin Smeibidlo Atti Nagy |
| 6 min            | Pénalités                                                                      | 0 min               | | Arbitrage : Vladimír Baluška Jozef Kubus Martin Smeibidlo Atti Nagy |
| 21               | Tirs                                                                           | 29                  | | Arbitrage : Vladimír Baluška Jozef Kubus Martin Smeibidlo Atti Nagy |

| 4 novembre 2014 | TPS Turku | 1-5 (1-2, 0-2, 0-1) | Lukko Rauma | HK-areena, Turku 3 642 spectateurs |

| Feuille de match | Feuille de match                                   | Feuille de match        | Feuille de match | Feuille de match                                                      |
| ---------------- | -------------------------------------------------- | ----------------------- | --- | --------------------------------------------------------------------- |
|                  | Koskiranta (Smolenak , Lasch) — 18 min 46 s (2 SN) | 0-1 0-2 1-2 1-3 1-4 1-5 | Mikkola (Gagnon) — 3 min 17 s Gagnon (Ahtola, Vahalahti) — 12 min 22 s Forsberg (Niskala) — 25 min 52 s Virtanen (Niskala, Virtanen) — 38 min 5 s (SN) Vahalahti (Gagnon, Tommila) — 54 min 7 s (SN) | Arbitrage : Mikael Nord Mikael Sjöqvist Masi Puolakka Sakari Suominen |
| Teemu Lassila    | Gardiens                                           | Oskari Setanen          | | Arbitrage : Mikael Nord Mikael Sjöqvist Masi Puolakka Sakari Suominen |
| 10 min           | Pénalités                                          | 12 min                  | | Arbitrage : Mikael Nord Mikael Sjöqvist Masi Puolakka Sakari Suominen |
| 32               | Tirs                                               | 29                      | | Arbitrage : Mikael Nord Mikael Sjöqvist Masi Puolakka Sakari Suominen |

| 11 novembre 2014 | Lukko Rauma | 3-4 (0-2, 0-0, 3-2) | TPS Turku | Kivikylän Areena, Rauma 2 472 spectateurs |

| Feuille de match | Feuille de match                                                                                                | Feuille de match            | Feuille de match | Feuille de match                                                        |
| ---------------- | --- | --------------------------- | --- | ----------------------------------------------------------------------- |
|                  | Sipilainen (Virtanen) — 40 min 52 s (IN) Vahalahti — 42 min 3 s (IN) Gagnon (Nurmi, Tommila) — 48 min 17 s (SN) | 0-1 0-2 1-2 1-3 2-3 3-3 3-4 | Lasch (Smoleňák, Gysbers) — 8 min 58 s (SN) Smoleňák (Lasch, Sointu) — 11 min 11 s (SN) Smoleňák (Lasch, Lucenius) — 41 min 30 s (2 SN) Lasch (Nakládal) — 50 min 58 s | Arbitrage : Daniel Stricker Marcus Vinnerborg Pasi Nieminen Joonas Saha |
| Oskari Setanen   | Gardiens | Teemu Lassila               | | Arbitrage : Daniel Stricker Marcus Vinnerborg Pasi Nieminen Joonas Saha |
| 10 min           | Pénalités | 6 min                       | | Arbitrage : Daniel Stricker Marcus Vinnerborg Pasi Nieminen Joonas Saha |
| 25               | Tirs | 26                          | | Arbitrage : Daniel Stricker Marcus Vinnerborg Pasi Nieminen Joonas Saha |

| 4 novembre 2014 | Tappara Tampere | 1-5 (0-3, 0-1, 1-1) | Frölunda HC | Hakametsä, Tampere 2 546 spectateurs |

| Feuille de match   | Feuille de match                                    | Feuille de match        | Feuille de match | Feuille de match                                              |
| ------------------ | --------------------------------------------------- | ----------------------- | --- | ------------------------------------------------------------- |
|                    | Erkinjuntti (Peltola, Kolomatis) — 54 min 49 s (IN) | 0-1 0-2 0-3 0-4 0-5 1-5 | Gustafsson (Johnson, Olimb) — 8 min 43 s (SN) Bäckman (Karlsson, Janmark) — 10 min 6 s Johnson (Olimb, Görtz) — 13 min 32 s Blidh (Bäckman) — 39 min 57 s (IN) Janmark (Lehkonen, Figren) — 47 min 40 s | Arbitrage : Marc Wiegand Tobias Wehrli Joonas Saha Henri Neva |
| Dominik Hrachovina | Gardiens                                            | Linus Fernström         | | Arbitrage : Marc Wiegand Tobias Wehrli Joonas Saha Henri Neva |
| 8 min              | Pénalités                                           | 10 min                  | | Arbitrage : Marc Wiegand Tobias Wehrli Joonas Saha Henri Neva |
| 19                 | Tirs                                                | 38                      | | Arbitrage : Marc Wiegand Tobias Wehrli Joonas Saha Henri Neva |

| 11 novembre 2014 | Frölunda HC | 4-2 (2-0, 1-0, 1-2) | Tappara Tampere | Scandinavium, Göteborg 4 770 spectateurs |

| Feuille de match | Feuille de match | Feuille de match        | Feuille de match                              | Feuille de match                                                           |
| ---------------- | --- | ----------------------- | --------------------------------------------- | -------------------------------------------------------------------------- |
|                  | Johnson (Lehkonen, Figren) — 4 min 31 s (SN) Widestrom (Bäckman, Kahnberg) — 8 min 7 s Rosseli Olsen (Johnson, Olimb) — 35 min 15 s Görtz (Blidh) — 47 min 14 s (SN) | 1-0 2-0 3-0 3-1 4-1 4-2 | Da Costa — 42 min 57 s Jormakka — 48 min 40 s | Arbitrage : Alekseï Anissimov Shane Warschaw Henrik Pihlblad Tobias Haster |
| Lars Johansson   | Gardiens | Juha Metsola            |                                               | Arbitrage : Alekseï Anissimov Shane Warschaw Henrik Pihlblad Tobias Haster |
| 8 min            | Pénalités | 6 min                   |                                               | Arbitrage : Alekseï Anissimov Shane Warschaw Henrik Pihlblad Tobias Haster |
| 35               | Tirs | 15                      |                                               | Arbitrage : Alekseï Anissimov Shane Warschaw Henrik Pihlblad Tobias Haster |

| 4 novembre 2014 | Luleå HF | 2-4 (0-1, 1-3, 1-0) | EC Red Bull Salzbourg | Coop Norrbotten Arena, Luleå 2 558 spectateurs |

| Feuille de match                | Feuille de match                                                      | Feuille de match        | Feuille de match | Feuille de match                                                     |
| ------------------------------- | --------------------------------------------------------------------- | ----------------------- | --- | -------------------------------------------------------------------- |
|                                 | Wallmark (Fagerudd, Zaar) — 31 min 45 s Zaar (Wallmark) — 58 min 52 s | 0-1 0-2 0-3 1-3 1-4 2-4 | Milam (Walter, Duncan) — 19 min 3 s (SN) Sterling (Kutlak, Walter) — 24 min 59 s Beach (Welser, Meckler) — 29 min 56 s Kutlak (Sterling, Hughes) — 32 min 35 s | Arbitrage : Petri Lindqvist Antti Boman Emil Yletyinen Johannes Käck |
| Daniel Larsson Joel Lassinantti | Gardiens                                                              | Niko Hovinen            | | Arbitrage : Petri Lindqvist Antti Boman Emil Yletyinen Johannes Käck |
| 4 min                           | Pénalités                                                             | 4 min                   | | Arbitrage : Petri Lindqvist Antti Boman Emil Yletyinen Johannes Käck |
| 33                              | Tirs                                                                  | 17                      | | Arbitrage : Petri Lindqvist Antti Boman Emil Yletyinen Johannes Käck |

| 11 novembre 2014 | EC Red Bull Salzbourg | 5-8 (TB) (4-1, 0-5, 1-1, 0-0, 0-1) | Luleå HF | Eisarena Salzburg, Salzbourg |

| Feuille de match | Feuille de match | Feuille de match                                    | Feuille de match | Feuille de match                                                          |
| ---------------- | --- | --------------------------------------------------- | --- | ------------------------------------------------------------------------- |
|                  | Raffl (Latusa) — 3 min 37 s Beach (Meckler, Welser) — 4 min 47 s Beach (Milam, Fahey) — 10 min 43 s (IN) Meckler (Beach, Trattnig) — 16 min 32 s Raffl (Trattnig, Heinrich) — 58 min 5 s (SN) | 1-0 2-0 3-0 3-1 4-1 4-2 4-3 4-4 4-5 4-6 4-7 5-7 5-8 | Fogström (Cam Abbott) — 14 min 31 s Dixon (Näkyvä, Savilahti-Nagander) — 27 min 5 s (SN) Ledin (Fogström) — 29 min 45 s Fogström (Forsberg, Fabricius) — 34 min 25 s Petrell (Granström, Näkyvä) — 35 min 29 s Zaar (Kukan) — 39 min 42 s Zaar (Ledin, Fagerudd) — 49 min 54 s (SN) Fogström — 70 min (TB) | Arbitrage : Robin Šír Daniel Piechaczek Michael Johnstone David Nothegger |
| Niko Hovinen     | Gardiens | Daniel Larsson Joel Lassinantti                     | | Arbitrage : Robin Šír Daniel Piechaczek Michael Johnstone David Nothegger |
| 10 min           | Pénalités | 8 min                                               | | Arbitrage : Robin Šír Daniel Piechaczek Michael Johnstone David Nothegger |
| 38               | Tirs | 45                                                  | | Arbitrage : Robin Šír Daniel Piechaczek Michael Johnstone David Nothegger |

| 4 novembre 2014 | HC Fribourg-Gottéron | 2-2 (0-0, 1-1, 1-1) | IFK Helsinki | Helsingin Jäähalli, Helsinki 1 171 spectateurs |

| Feuille de match | Feuille de match                                                                    | Feuille de match | Feuille de match                                                        | Feuille de match                                                 |
| ---------------- | ----------------------------------------------------------------------------------- | ---------------- | ----------------------------------------------------------------------- | ---------------------------------------------------------------- |
|                  | Tambellini (Ngoy, Pouliot) — 21 min 8 s Wildhaber (Kwiatkowski, Dubé) — 47 min 11 s | 1-0 1-1 2-1 2-2  | Goldobine (Auvitu, Ikonen) — 31 min 15 s Zaborsky (Elkins) — 54 min 1 s | Arbitrage : Robin Šír Manuel Nikolic Roman Kaderli Balazs Kovacs |
| Benjamin Conz    | Gardiens                                                                            | Ville Husso      |                                                                         | Arbitrage : Robin Šír Manuel Nikolic Roman Kaderli Balazs Kovacs |
| 8 min            | Pénalités                                                                           | 8 min            |                                                                         | Arbitrage : Robin Šír Manuel Nikolic Roman Kaderli Balazs Kovacs |
| 20               | Tirs                                                                                | 28               |                                                                         | Arbitrage : Robin Šír Manuel Nikolic Roman Kaderli Balazs Kovacs |

| 11 novembre 2014 | IFK Helsinki | 3-1 (0-1, 1-0, 2-0) | HC Fribourg-Gottéron | BCF-Arena, Fribourg 3 809 spectateurs |

| Feuille de match | Feuille de match | Feuille de match | Feuille de match                     | Feuille de match                                                     |
| ---------------- | --- | ---------------- | ------------------------------------ | -------------------------------------------------------------------- |
|                  | Ikonen (Blomqvist, Leino) — 31 min 45 s Ikonen (Leino, Goldobine) — 56 min 42 s (SN) Záborský (Lamberg) — 59 min 59 s (CV) | 0-1 1-1 2-1 3-1  | Dubé (Sprunger, Plüss) — 12 min 26 s | Arbitrage : Tobias Björk Mikael Nord Markus Hägerström Ikka Kiilunen |
| Ville Husso      | Gardiens | Benjamin Conz    |                                      | Arbitrage : Tobias Björk Mikael Nord Markus Hägerström Ikka Kiilunen |
| 6 min            | Pénalités | 8 min            |                                      | Arbitrage : Tobias Björk Mikael Nord Markus Hägerström Ikka Kiilunen |
| 33               | Tirs | 17               |                                      | Arbitrage : Tobias Björk Mikael Nord Markus Hägerström Ikka Kiilunen |

### Quarts de finale
| 2 décembre 2014 | SaiPa | 0-2 (0-0, 0-2, 0-0) | Oulun Kärpät | Kisapuisto, Lappeenranta 2 187 spectateurs |

| Feuille de match | Feuille de match | Feuille de match | Feuille de match                                                              | Feuille de match                                               |
| ---------------- | ---------------- | ---------------- | ----------------------------------------------------------------------------- | -------------------------------------------------------------- |
|                  |                  | 0-1 0-2          | Donskoi (Haataja, Huml) — 22 min 57 s (SN) Donskoi (Kemppainen) — 33 min 44 s | Arbitrage : Mikael Nord Marcus Linde Joonas Saha Masi Puolakka |
| Jussi Markkanen  | Gardiens         | Iiro Tarkki      |                                                                               | Arbitrage : Mikael Nord Marcus Linde Joonas Saha Masi Puolakka |
| 8 min            | Pénalités        | 16 min           |                                                                               | Arbitrage : Mikael Nord Marcus Linde Joonas Saha Masi Puolakka |
| 16               | Tirs             | 12               |                                                                               | Arbitrage : Mikael Nord Marcus Linde Joonas Saha Masi Puolakka |

| 9 décembre 2014 | Oulun Kärpät | 3-2 (0-1, 1-0, 2-1) | SaiPa | Oulun Energia Areena, Oulu 3 492 spectateurs |

| Feuille de match | Feuille de match | Feuille de match    | Feuille de match                                                                    | Feuille de match                                                |
| ---------------- | --- | ------------------- | ----------------------------------------------------------------------------------- | --------------------------------------------------------------- |
|                  | Kemppainen (Kukkonen, Masuhr) — 39 min 59 s Donskoi (Kemppainen, Aho) — 43 min 19 s Keranen (Haataja, Spang) — 55 min 30 s | 0-1 1-1 2-1 2-2 3-2 | Järvinen (Maalahti, Riikola) — 15 min 30 s Lofquist (Spina, Maalahti) — 48 min 26 s | Arbitrage : Tobias Björk Linus Öhlund Hannu Sormunen Henri Neva |
| Iiro Tarkki      | Gardiens | Jussi Markkanen     |                                                                                     | Arbitrage : Tobias Björk Linus Öhlund Hannu Sormunen Henri Neva |
| 8 min            | Pénalités | 14 min              |                                                                                     | Arbitrage : Tobias Björk Linus Öhlund Hannu Sormunen Henri Neva |
| 29               | Tirs | 23                  |                                                                                     | Arbitrage : Tobias Björk Linus Öhlund Hannu Sormunen Henri Neva |

| 2 décembre 2014 | IFK Helsinki | 2-1 (1-1, 1-0, 0-0) | Frölunda HC | Helsingin Jäähalli, Helsinki 4 858 spectateurs |

| Feuille de match | Feuille de match                                                   | Feuille de match | Feuille de match                 | Feuille de match                                                       |
| ---------------- | ------------------------------------------------------------------ | ---------------- | -------------------------------- | ---------------------------------------------------------------------- |
|                  | Záborský — 34 s Záborský (Kuparinen, Grillfors) — 24 min 56 s (SN) | 1-0 1-1 2-1      | Olimb (Gustafsson) — 12 min 23 s | Arbitrage : Josef Kubus Ladislav Smetana Pasi Nieminen Sakari Suominen |
| Ville Husso      | Gardiens                                                           | Linus Fernström  |                                  | Arbitrage : Josef Kubus Ladislav Smetana Pasi Nieminen Sakari Suominen |
| 12 min           | Pénalités                                                          | 14 min           |                                  | Arbitrage : Josef Kubus Ladislav Smetana Pasi Nieminen Sakari Suominen |
| 19               | Tirs                                                               | 24               |                                  | Arbitrage : Josef Kubus Ladislav Smetana Pasi Nieminen Sakari Suominen |

| 9 décembre 2014 | Frölunda HC | 5-3 (1-0, 1-1, 3-2) | IFK Helsinki | Frölundaborgs isstadion, Göteborg 3 560 spectateurs |

| Feuille de match | Feuille de match | Feuille de match                | Feuille de match                                                                                            | Feuille de match                                                           |
| ---------------- | --- | ------------------------------- | --- | -------------------------------------------------------------------------- |
|                  | Rosseli Olsen (Olimb, Gustafsson) — 15 min 44 s (SN) Johnson (Görtz, Bohm) — 21 min 47 s Figren (Fälth, Wikstrand) — 46 min 13 s Olimb (Gustafsson, Johnson) — 47 min 34 s Figren (Janmark, Bäckman) — 59 min 10 s | 1-0 2-0 2-1 2-2 3-2 4-2 4-3 5-3 | Leino (Goldobine) — 25 min 40 s Elkins (Blomqvist, Honkaheimo) — 44 min 4 s Leino (Goldobine) — 52 min 22 s | Arbitrage : Daniel Piechaczek Lars Bruggeman Henrik Pihlblad Tobias Haster |
| Lars Johansson   | Gardiens | Ville Husso                     | | Arbitrage : Daniel Piechaczek Lars Bruggeman Henrik Pihlblad Tobias Haster |
| 10 min           | Pénalités | 74 min                          | | Arbitrage : Daniel Piechaczek Lars Bruggeman Henrik Pihlblad Tobias Haster |
| 39               | Tirs | 21                              | | Arbitrage : Daniel Piechaczek Lars Bruggeman Henrik Pihlblad Tobias Haster |

| 2 décembre 2014 | Linköping HC | 1-2 (1-1, 0-1, 0-0) | Skellefteå AIK | Saab Arena, Linköping 2 276 spectateurs |

| Feuille de match | Feuille de match                     | Feuille de match | Feuille de match                                                               | Feuille de match                                                           |
| ---------------- | ------------------------------------ | ---------------- | ------------------------------------------------------------------------------ | -------------------------------------------------------------------------- |
|                  | Little (Hardt, Sjögren) — 4 min 51 s | 1-0 1-1 1-2      | Aho (Lindholm, Sundqvist) — 18 min 39 s Sundqvist (Widing, Sevc) — 39 min 46 s | Arbitrage : Petri Lindqvist Aleksi Rantala Andreas Malmqvist Tobias Haster |
| Marcus Hogberg   | Gardiens                             | Erik Hanses      |                                                                                | Arbitrage : Petri Lindqvist Aleksi Rantala Andreas Malmqvist Tobias Haster |
| 6 min            | Pénalités                            | 6 min            |                                                                                | Arbitrage : Petri Lindqvist Aleksi Rantala Andreas Malmqvist Tobias Haster |
| 30               | Tirs                                 | 31               |                                                                                | Arbitrage : Petri Lindqvist Aleksi Rantala Andreas Malmqvist Tobias Haster |

| 9 décembre 2014 | Skellefteå AIK | 4-4 (TB) (1-1, 1-1, 1-2, 0-0, 1-0) | Linköping HC | Skellefteå Kraft Arena, Skellefteå 2 812 spectateurs |

| Feuille de match | Feuille de match | Feuille de match                | Feuille de match | Feuille de match                                                    |
| ---------------- | --- | ------------------------------- | --- | ------------------------------------------------------------------- |
|                  | Widing (Sundqvist) — 13 min 24 s Sundqvist (Lindholm, Lindgren) — 38 min 8 s Lundberg (Burstrom, Petterstrom) — 50 min 17 s Schremp — 70 min (TB) | 0-1 1-1 1-2 2-2 3-2 3-3 3-4 4-4 | Almtorp (Sundh, Forsling) — 9 min 2 s Andersson (Forsling, McDonell) — 33 min 47 s Micflikier — 54 min 54 s (SN) Little (Forsling, Johansson) — 58 min 58 s (SN) | Arbitrage : Mikko Kaukokari Antti Boman Johannes Käck Jan Sandström |
| Erik Hanses      | Gardiens | David Rautio                    | | Arbitrage : Mikko Kaukokari Antti Boman Johannes Käck Jan Sandström |
| 29 min           | Pénalités | 12 min                          | | Arbitrage : Mikko Kaukokari Antti Boman Johannes Käck Jan Sandström |
| 42               | Tirs | 29                              | | Arbitrage : Mikko Kaukokari Antti Boman Johannes Käck Jan Sandström |

| 2 décembre 2014 | Lukko Rauma | 2-5 (1-3, 1-1, 0-1) | Luleå Hockey | Kivikylän Areena, Rauma 2 224 spectateurs |

| Feuille de match | Feuille de match                                                                            | Feuille de match            | Feuille de match | Feuille de match                                                         |
| ---------------- | ------------------------------------------------------------------------------------------- | --------------------------- | --- | ------------------------------------------------------------------------ |
|                  | Niskala (Piitulainen, Virtanen) — 8 min 50 s Riska (Sipilainen, Mikkola) — 37 min 59 s (IN) | 1-0 1-1 1-2 1-3 1-4 2-4 2-5 | Näkyvä (Savilahti-Nagander, Petrell) — 9 min 49 s Fogström (Näkyvä, Petrell) — 16 min 8 s Fabricius (Fogström, Näkyvä) — 16 min 25 s Sylvegard — 34 min 35 s Ch. Abbott (Fagerudd, Fogström) — 41 min 57 s (SN) | Arbitrage : René Hradil Vladimír Šindler Markus Hägerström Ikka Kiilunen |
| Oskari Setänen   | Gardiens                                                                                    | Daniel Larsson              | | Arbitrage : René Hradil Vladimír Šindler Markus Hägerström Ikka Kiilunen |
| 6 min            | Pénalités                                                                                   | 6 min                       | | Arbitrage : René Hradil Vladimír Šindler Markus Hägerström Ikka Kiilunen |
| 21               | Tirs                                                                                        | 30                          | | Arbitrage : René Hradil Vladimír Šindler Markus Hägerström Ikka Kiilunen |

| 9 décembre 2014 | Luleå Hockey | 2-1 (0-0, 2-0, 0-1) | Lukko Rauma | Coop Norrbotten Arena, Luleå 3 252 spectateurs |

| Feuille de match | Feuille de match                                                                              | Feuille de match | Feuille de match                      | Feuille de match                                                      |
| ---------------- | --------------------------------------------------------------------------------------------- | ---------------- | ------------------------------------- | --------------------------------------------------------------------- |
|                  | Fagerudd (Fogström, Cam Abbott) — 34 min 1 s Ch. Abbott (Cam Abbott, Sylvegard) — 34 min 19 s | 1-0 2-0 2-1      | Virtanen (Kousa, Nurmi) — 59 min 14 s | Arbitrage : Andreas Koch Daniel Stricker Fredrik Altberg Jimmy Dahmen |
| Joel Lassinantti | Gardiens                                                                                      | Oskari Setänen   |                                       | Arbitrage : Andreas Koch Daniel Stricker Fredrik Altberg Jimmy Dahmen |
| 2 min            | Pénalités                                                                                     | 4 min            |                                       | Arbitrage : Andreas Koch Daniel Stricker Fredrik Altberg Jimmy Dahmen |
| 22               | Tirs                                                                                          | 22               |                                       | Arbitrage : Andreas Koch Daniel Stricker Fredrik Altberg Jimmy Dahmen |

### Demi-finales
| 13 janvier 2015 | Skellefteå AIK | 2-2 (0-1, 1-0, 1-1) | Luleå HF | Skellefteå Kraft Arena, Skellefteå 3 304 spectateurs |

| Feuille de match | Feuille de match                                                                             | Feuille de match | Feuille de match                                                                   | Feuille de match                                |
| ---------------- | -------------------------------------------------------------------------------------------- | ---------------- | ---------------------------------------------------------------------------------- | ----------------------------------------------- |
|                  | Lindholm (Andersson, Schremp) — 34 min 14 s Zackrisson (Petterstrom, Lundberg) — 43 min 29 s | 0-1 1-1 2-1 2-2  | Bryggman (Hjelm, Jonsson) — 1 min 32 s Näkyvä (Zaar, Granstrom) — 58 min 56 s (SN) | Arbitrage : Stricker Bruggemann Pihlblad Haster |
| Markus Svensson  | Gardiens                                                                                     | Joel Lassinantti |                                                                                    | Arbitrage : Stricker Bruggemann Pihlblad Haster |
| 34 min           | Pénalités                                                                                    | 10 min           |                                                                                    | Arbitrage : Stricker Bruggemann Pihlblad Haster |
| 26               | Tirs                                                                                         | 31               |                                                                                    | Arbitrage : Stricker Bruggemann Pihlblad Haster |

| 20 janvier 2015 | Luleå HF | 3-2 (2-1, 1-0, 0-1) | Skellefteå AIK | Coop Norrbotten Arena, Luleå 5 540 spectateurs |

| Feuille de match | Feuille de match | Feuille de match    | Feuille de match                                                                              | Feuille de match                                                          |
| ---------------- | --- | ------------------- | --------------------------------------------------------------------------------------------- | ------------------------------------------------------------------------- |
|                  | Fabricius (Forsberg, Fogstrom) — 5 min 51 s Zaar (Granstrom, Savilahti-Nagander) — 14 min 6 s Sandstrom (Fagerudd, Cehlarik) — 38 min 34 s (SN) | 1-0 1-1 2-1 3-1 3-2 | Heed (Zackrisson, Forssell) — 7 min 17 s (SN) Lundberg (Forssell, Kabanov) — 58 min 51 s (IN) | Arbitrage : Daniel Piechaczek Aleksi Rantala Emil Yletyinen Johannes Käck |
| Joel Lassinantti | Gardiens | Erik Hanses         |                                                                                               | Arbitrage : Daniel Piechaczek Aleksi Rantala Emil Yletyinen Johannes Käck |
| 26 min           | Pénalités | 32 min              |                                                                                               | Arbitrage : Daniel Piechaczek Aleksi Rantala Emil Yletyinen Johannes Käck |
| 21               | Tirs | 26                  |                                                                                               | Arbitrage : Daniel Piechaczek Aleksi Rantala Emil Yletyinen Johannes Käck |

| 13 janvier 2015 | Frölunda HC | 4-2 (1-1, 3-0, 0-1) | Oulun Kärpät | Frölundaborgs isstadion, Göteborg 2 584 spectateurs |

| Feuille de match | Feuille de match | Feuille de match        | Feuille de match                                                                | Feuille de match                             |
| ---------------- | --- | ----------------------- | ------------------------------------------------------------------------------- | -------------------------------------------- |
|                  | Görtz (Fälth, Wikstrand) — 21 s Figren (Nyberg, Bäckman) — 28 min 27 s Fälth (Wikstrand, Johnson) — 32 min 23 s (SN) Blidh (Janmark, Görtz) — 38 min 28 s | 1-0 1-1 2-1 3-1 4-1 4-2 | Junttila (Kemppainen) — 2 min 2 s Pyörälä (Komulainen, Nutivaara) — 51 min 30 s | Arbitrage : Anissimov Wiegand Yletyinen Käck |
| Lars Johansson   | Gardiens | Tomi Karhunen           |                                                                                 | Arbitrage : Anissimov Wiegand Yletyinen Käck |
| 18 min           | Pénalités | 8 min                   |                                                                                 | Arbitrage : Anissimov Wiegand Yletyinen Käck |
| 24               | Tirs | 23                      |                                                                                 | Arbitrage : Anissimov Wiegand Yletyinen Käck |

| 20 janvier 2015 | Oulun Kärpät | 3-2 (pr) (1-1, 0-0, 2-0, 0-1) | Frölunda HC | Oulun Energia Areena, Oulu |

| Feuille de match | Feuille de match | Feuille de match    | Feuille de match                                                                              | Feuille de match                                                   |
| ---------------- | --- | ------------------- | --------------------------------------------------------------------------------------------- | ------------------------------------------------------------------ |
|                  | Donskoi (Pirnes, Masuhr) — 4 min 7 s (SN) Pirnes (Masuhr, Komulainen) — 48 min 37 s (SN) Junttila (Kemppainen) — 49 min 9 s | 1-0 1-1 2-1 3-1 3-2 | Janmark (Gustafsson, Lundqvist) — 7 min 26 s (SN) Gustafsson (Olimb, Fälth) — 65 min 6 s (SN) | Arbitrage : Roman Gofman Vladimír Šindler Jani Pesonen Joonas Saha |
| Tomi Karhunen    | Gardiens | Lars Johansson      |                                                                                               | Arbitrage : Roman Gofman Vladimír Šindler Jani Pesonen Joonas Saha |
| 14 min           | Pénalités | 16 min              |                                                                                               | Arbitrage : Roman Gofman Vladimír Šindler Jani Pesonen Joonas Saha |
| 40               | Tirs | 27                  |                                                                                               | Arbitrage : Roman Gofman Vladimír Šindler Jani Pesonen Joonas Saha |

### Finale
| 3 février 2015 | Luleå HF | 4-2 (0-2, 0-0, 4-0) | Frölunda HC | Coop Norrbotten Arena, Luleå |

| Feuille de match | Feuille de match | Feuille de match        | Feuille de match                                                 | Feuille de match                                 |
| ---------------- | --- | ----------------------- | ---------------------------------------------------------------- | ------------------------------------------------ |
|                  | Näkyvä (Cam Abott) — 47 min 43 s (SN) Cehlarik (Fagerudd, Näkyvä) — 48 min 57 s (SN) Forsberg (Sandström) — 53 min 4 s (SN) Kukan (Sandström, Granström) — 58 min 36 s (CV) | 0-1 0-2 1-2 2-2 3-2 4-2 | Lundqvist (Lehkonen, Fälth) — 17 s Olimb (Johnson) — 12 min 45 s | Arbitrage : Piechaczek Rantala Schrader Suominen |
| Joel Lassinantti | Gardiens | Linus Fernström         |                                                                  | Arbitrage : Piechaczek Rantala Schrader Suominen |
|                  | |                         |                                                                  | Arbitrage : Piechaczek Rantala Schrader Suominen |
|                  | |                         |                                                                  | Arbitrage : Piechaczek Rantala Schrader Suominen |

### Effectif vainqueur
| Vainqueurs de la Ligue des champions : Luleå HF | Gardiens : Daniel Larsson, Joel Lassinantti Défenseurs : Marcus Fagerudd, Andreas Hjelm, Jens Högbom, Christian Jaros, Robin Jonsson, Dean Kukan, Olov Lundqvist, Kristian Näkyvä, Marcus Oskarsson, Per Savilahti-Nagander, Jan Sandström (A) Attaquants : Cam Abbott, Chris Abbott (C), Jonas Berglund, Lars Bryggman, Peter Cehlárik, Karl Fabricius (A), Niklas Fogström, Johan Forsberg, Jonathan Granström, Per Ledin, Daniel Mannberg, Oscar Nord, Lennart Petrell, Emil Sylvegård, Lucas Wallmark, Daniel Zaar Entraîneur : Joakim Fagervall |

## Trophée NordicBet
Le trophée du meilleur joueur NordicBet récompense le meilleur joueur du tournoi. Il est remis à Mathis Olimb (attaquant, Frölunda HC).
Les deux autres joueurs nommés pour cette récompense étaient :
- Erik Gustafsson (défenseur, Frölunda HC)
- Joel Lassinantti (gardien de but, Luleå Hockey)

## Meilleurs joueurs
Pour les significations des abréviations, voir statistiques du hockey sur glace.
| Rang | Joueur            | Équipe          | PJ | B  | A  | Pts | +/- | Pun |
| ---- | ----------------- | --------------- | -- | -- | -- | --- | --- | --- |
| 1    | Mathis Olimb      | Frölunda HC     | 13 | 8  | 18 | 26  | +11 | 8   |
| 2    | Andreas Johnson   | Frölunda HC     | 12 | 11 | 14 | 25  | +12 | 8   |
| 3    | Erik Gustafsson   | Frölunda HC     | 13 | 6  | 13 | 19  | +7  | 2   |
| 4    | Max Görtz         | Frölunda HC     | 13 | 6  | 9  | 15  | +5  | 2   |
| 5    | Daniel Zaar       | Luleå Hockey    | 13 | 7  | 7  | 14  | +5  | 0   |
| 6    | Matt D'Agostini   | Genève-Servette | 8  | 4  | 9  | 13  | +7  | 6   |
| 7    | Joonas Donskoi    | Kärpät Oulu     | 12 | 8  | 4  | 12  | +11 | 4   |
| 8    | Niklas Fogström   | Luleå Hockey    | 13 | 5  | 7  | 12  | +10 | 0   |
| 9    | Kristian Näkyvä   | Luleå Hockey    | 13 | 4  | 8  | 12  | +10 | 10  |
| 10   | Joonas Kemppainen | Kärpät Oulu     | 12 | 2  | 10 | 12  | +11 | 0   |

| Clt | Joueur          | Équipe             | PJ | B  | A  | Pts | +/- | Pun |
| --- | --------------- | ------------------ | -- | -- | -- | --- | --- | --- |
| 1   | Andreas Johnson | Frölunda HC        | 12 | 11 | 14 | 25  | +12 | 8   |
| 2   | Greg Mauldin    | Fribourg-Gottéron  | 7  | 8  | 1  | 9   | +6  | 2   |
| 3   | Joonas Donskoi  | Kärpät Oulu        | 12 | 8  | 4  | 12  | +11 | 4   |
| 4   | Mathis Olimb    | Frölunda HC        | 13 | 8  | 18 | 26  | +11 | 8   |
| 5   | Patrick Asselin | Sønderjyske Vojens | 6  | 7  | 0  | 7   | 6   | -2  |

| Clt | Joueur            | Équipe         | PJ | B  | A  | Pts | +/- | Pun |
| --- | ----------------- | -------------- | -- | -- | -- | --- | --- | --- |
| 1   | Mathis Olimb      | Frölunda HC    | 13 | 8  | 18 | 26  | +11 | 8   |
| 2   | Andreas Johnson   | Frölunda HC    | 12 | 11 | 14 | 25  | +12 | 8   |
| 3   | Erik Gustafsson   | Frölunda HC    | 13 | 6  | 13 | 19  | +7  | 2   |
| 4   | Par Lindholm      | Skellefteå AIK | 11 | 1  | 11 | 12  | +10 | 2   |
| 5   | Joonas Kemppainen | Kärpät Oulu    | 12 | 2  | 10 | 12  | +11 | 0   |

| Clt | Joueur            | Équipe       | PJ | B  | A  | Pts | +/- | Pun |
| --- | ----------------- | ------------ | -- | -- | -- | --- | --- | --- |
| 1   | Andreas Johnson   | Frölunda HC  | 12 | 11 | 14 | 25  | +12 | 8   |
| 2   | Mathis Olimb      | Frölunda HC  | 13 | 8  | 18 | 26  | +11 | 8   |
| 3   | Joonas Kemppainen | Kärpät Oulu  | 12 | 2  | 10 | 12  | +11 | 0   |
| 4   | Joonas Donskoi    | Kärpät Oulu  | 12 | 8  | 4  | 12  | +11 | 4   |
| 5   | Kristian Näkyvä   | Luleå Hockey | 13 | 4  | 8  | 12  | +10 | 10  |

| Joueur           | Équipe             | PJ | Min | BL | ARR%  | MOY  |
| ---------------- | ------------------ | -- | --- | -- | ----- | ---- |
| Luka Gračnar     | Red Bull Salzbourg | 5  | 300 | 2  | 96,58 | 1    |
| Justin Pogge     | Färjestad BK       | 5  | 290 | 0  | 93,97 | 1,45 |
| Joel Lassinantti | Luleå Hockey       | 8  | 437 | 0  | 93,71 | 1,51 |
| Marcus Hogberg   | Linköpings HC      | 6  | 362 | 0  | 93,46 | 1,65 |
| Mantas Armalis   | Djurgården Hockey  | 5  | 246 | 1  | 93,33 | 1,95 |